# Latécoère 521
Latécoère 521, có tên khác là "Lieutenant de Vaisseau Paris", là một loại tàu bay 6 động cơ của Pháp, đây là một trong những máy bay chở khách xuyên Đại Tây Dương cỡ lớn đầu tiên.

## Quốc gia sử dụng
Pháp
- Air France
- Aviation Navale

## Tính năng kỹ chiến thuật (Laté 521)

Latécoère 521

Dữ liệu lấy từ Latécoère
Đặc tính tổng quan
- Kíp lái: 5 + đội tiếp viên
- Sức chứa: 30-72 khách
- Chiều dài: 31,62 m (103 ft 9 in)
- Sải cánh: 49,3 m (161 ft 9 in)
- Chiều cao: 9,07 m (29 ft 9 in)
- Diện tích cánh: 330 m2 (3.600 foot vuông) + 53m² (570,5ft²)
- Trọng lượng rỗng: 18.882 kg (41.628 lb)
- Trọng lượng cất cánh tối đa: 40.000 kg (88.185 lb)
- Động cơ: 6 × Hispano-Suiza 12Ydrs , 641,3 kW (860,0 hp) mỗi chiếc
- Động cơ: 6 × Hispano-Suiza 12Ybrs , 570 kW (760 hp) mỗi chiếc
- Động cơ: 6 × Hispano-Suiza 12N , 484,7 kW (650,0 hp) mỗi chiếc

Hiệu suất bay
- Vận tốc cực đại: 261 km/h (162 mph; 141 kn) trên độ cao 2.000m (6.562ft)
- Vận tốc hành trình: 210 km/h (130 mph; 113 kn)
- Vận tốc có thể điều khiển nhỏ nhất: 100 km/h (62 mph; 54 kn)
- Tầm bay: 4.100 km (2.548 mi; 2.214 nmi)
- Trần bay: 6.300 m (20.669 ft)
- Vận tốc lên cao: 3,7 m/s (730 ft/min)
- Thời gian lên độ cao: 2.000m trong 9 phút